# 팔리 삼장
팔리 삼장 또는 티피타카(띠삐따까, Tipiṭaka) 또는 팔리어 삼장은 3가지(ti)로 분류된 팔리어 불경을 함께 부르는 말이다. 삐따카(piṭaka)는 광주리(바구니)라는 뜻이다.
3가지 분류는 각각
1. 위나야 삐따까(Vinaya Piṭaka, 律藏)
2. 숫따 삐따까(Sutta Piṭaka, 經藏)
3. 아비담마 삐따까(Abhidhamma Piṭaka, 論藏)

이며, 삼장(三藏)으로 한역(漢譯)되었다.
팔리(Pali)에는 성전이라는 뜻도 있어서, 팔리라는 말 자체가 삼장을 가리키기도 한다.
팔리어 경전은 이외에도 삼장의 주석서(aṭṭhakathā)와 주석서를 주석한 것(ṭīkā) 등이 있다. 고전적으로 팔리 문헌은 팔리, 즉 삼장과 앗타까타(aṭṭhakathā), 즉 주석서 둘로 분류하기도 했다.

## 구성
1. 위나야 삐따까(Vinaya Piṭaka, 律藏)
  1. 숫따비방가(숫따위방가, Suttavibhanga, 經分別)
  2. 칸다까(Khandhaka, 楗度)
  3. 빠리와라(Parivara, 附隨)
2. 숫타 삐따까(숫따 삐따가, Sutta Piṭaka, 經藏) — 5부(五部)
  1. 디가 니까야(Dīgha Nikāya, 長部)
  2. 맛지마 니까야(Majjhima Nikāya, 中部)
  3. 상윳따 니까야(Samyutta Nikāya, 相應部)
  4. 앙굿따라 니까야(Anguttara Nikāya, 增支部)
  5. 굿다까 니까야(쿳다까 니까야, Khuddaka Nikāya, 小部)
3. 아비담마 삐따까(Abhidhamma Piṭaka, 論藏) — 7론(七論)

## 위나야 삐따까
팔리 율장은 3부(部)로 이루어져있다. 티피타카(삼장)의 가장 앞에 배열된다. 경장이 맨 앞에 오는 대승불교의 대장경과 구성에 차이가 있다.
1. 숫따비방가(숫따위방가, Suttavibhanga, 경분별(經分別))
  1. 마하비방가(Mahavibhanga, 대분별(大分別))
  2. 빅쿠니비방가(Bhikkhunivibhanga, 비구니분별(比丘尼分別))
2. 칸다까(Khandhaka, 건도(楗度))
  1. 마하박가(마하왁가, Mahavagga, 대품(大品))
  2. 쭐라박가(쭐라왁가, Cullavagga, 소품(小品))
3. 빠리와라(Parivara, 부수(附隨))

## 숫따 삐따까
팔리 경장은 5부(Panca nikaya)로 이루어져있다.
1. 디가 니까야(Dīgha Nikāya, 장부(長部))
2. 맛지마 니까야(Majjhima Nikāya, 중부(中部))
3. 상윳따 니까야(Samyutta Nikāya, 상응부(相應部))
4. 앙굿따라 니까야(Anguttara Nikāya, 증지부(增支部))
5. 쿳다까 니까야(굿다까 니까야, Khuddaka Nikāya, 소부(小部))
  1. 굿다까빠따(쿳다까빠타, Khuddakapāṭha, 소송경(小誦經))
  2. 담마빠다(Dhammapada, 법구경(法句經))
  3. 우다나(Udāna, 자설경(自說經))
  4. 이띠부따까(이띠웃따까, Itivuttaka, 여시어경(如是語經))
  5. 숫타니파타(숫따니빠따, Suttanipāta, 경집(經集))
  6. 위마나와뚜(Vimānavatthu, 천궁사경(天宮事經))
  7. 뻬따와뚜(Petavatthu, 아귀사경(餓鬼事經))
  8. 테라가타(Theragāthā, 장로게경(長老偈經))
  9. 테리가타(Therīgāthā, 장로니게경(長老尼偈經))
  10. 자따카(Jātaka, 본생경(本生經))
  11. 니데싸(Nidessa, 의석(義釋))
    1. 마하니데싸(Mahā-niddesa, 대의석(大義釋))
    2. 쭐라니데싸(Culla-niddesa, 소의석(小義釋))

  12. 빠띠삼비다막가(Paṭisambhidāmagga, 무애해도(無礙解道))
  13. 아빠다나(Apadāna, 비유경(譬喩經))
  14. 붓다왐사(Buddhavaṃsa, 불종성경(佛種姓經))
  15. 짜리야삐따까(Cariyāpiṭaka, 所行蔵經)

쿳다까 니까야(소부)를 제외하고 4부로 보는 경우도 있다. 4아함은 이 4부를 옮긴 것이다.

## 아비담마 삐따까
팔리 논장은 칠론(七論)으로 이루어져 있다.
1. 담마상가니(Dhammasaṅgaṇi, 법취론(法聚論), 법집론(法集論))
2. 비방가(위방가, Vibhaṅga, 분별론(分別論))
3. 다뚜까타(Dhātukathā, 계설론(界說論), 계론(界論))
4. 뿍갈라빤냣띠(Puggalapaññatti, 인시설론(人施設論))
5. 까타왓투(Kathāvatthu, 논사(論事), 논사론(論事論))
6. 야마까(Yamaka]], 쌍대론(雙對論), 쌍론(雙論))
7. 빳타나(Paṭṭhāna, 발취론(發趣論))

이 일곱 가지 논서를 제외한 나머지 논서들은 삼장의 앗타까타(aṭṭhakathā, 주석서)로 취급되며, 티피타카(삼장)에 포함되지 않는다.

## 장외
장외(藏外)는 아비담마 삐따까(논장)에 포함되지 않는 특수한 3개의 논서를 말한다. 사본에 따라서 굿다까 니까야(소부)에 포함시키기도 한다.
1. 넷티파카라나(Nettippakaraṇa, 지도론(指導論))
2. 페타코파데사(Peṭakopadesa, 장석론(藏釋論))
3. 밀린다팡하(Milindapañhā, 미란다왕문경(彌蘭陀王問經))